# Вулиця Пилипа Козицького
Ву́лиця Пили́па Кози́цького — вулиця в Солом'янському районі міста Києва, житловий масив Першотравневий. Пролягає від Єреванської до Уманської вулиці.

## Історія
Вулиця виникла у 2-й половині 50-х років XX століття під назвою 501-а Нова. З 1957 року — провулок Ніщинського. Сучасна назва на честь українського композитора П. О. Козицького — з 1961 року.
На багатьох офіційних покажчиках помилково вказано: вулиця Козіцького.